# غريغ رايس
غريغ رايس (بالإنجليزية: Greg Rice)‏ هو منافس ألعاب قوى أمريكي، ولد في 13 يناير 1916 في دير لودج في الولايات المتحدة، وتوفي في 19 مايو 1991 في ريفر إيدج في الولايات المتحدة.

## روابط خارجية
- غريغ رايس على موقع الاتحاد الأمريكي لسباقات المضمار والميدان، قاعة المشاهير (الإنجليزية)